# Nukri Rewischwili
Nukri Rewischwili (georgisch ნუკრი რევიშვილი; * 2. März 1987 in Kutaisi, Georgische SSR; UEFA-Schreibweise Nukri Revishvili) ist ein georgischer ehemaliger Fußballtorhüter.

## Karriere
Nukri Rewischwili begann seine Karriere 2004 bei Torpedo Kutaissi.
Im Jahre 2006 wechselte er dann nach Russland in die Premjer-Liga zu Rubin Kasan, wo er nur zweiter Torwart war.
Zur Saison 2010 wechselte er dann zu Anschi Machatschkala. Dort wird er, wie auch in der Nationalmannschaft, zurzeit als Stammtorhüter eingesetzt.